# Edward Lucas
Edward Lucas (1962. május 3. –) brit újságíró, az Economist kelet- és közép-európai tudósítója.

## Tanulmányok
- Winchester College
- The London School of Economics and Political Science
- Jagelló Egyetem (Krakkó)

## Nyelvtudás
Angol, német, lengyel, orosz.

## Tevékenység
1986 óta kelet-európai tudósító. Kezdetben Berlinből tudósított, majd 1998-2002 között az Economist moszkvai irodájának vezetője, 2002 és 2005 között a brit oktatással és közlekedéssel foglalkozott. Jelenleg a balti államokról, Közép- és Kelet-Európáról, valamint a balkáni országokról ír elemző cikkeket a londoni gazdasági magazin számára. 2006-tól a folyóirat nemzetközi főszerkesztője 